# Saint-Loubès
Saint-Loubès település Franciaországban, Gironde megyében. Lakosainak száma 10 057 fő (2022. január 1.). Saint-Loubès Lugon-et-l’Île-du-Carnay, Yvrac, Ambarès-et-Lagrave, Asques, Izon, Montussan, Sainte-Eulalie, Saint-Romain-la-Virvée, Saint-Sulpice-et-Cameyrac, Saint-Vincent-de-Paul és Cubzac-les-Ponts községekkel határos.

## Népesség
A település népessége az elmúlt években az alábbi módon változott:
| Lakosok száma | 3328 | 4956 | 6207 | 7639 | 8467 | 9066 | 9509 | 9909 | 9953 | 10 057 |
|               | 1968 | 1982 | 1990 | 2006 | 2013 | 2015 | 2017 | 2019 | 2020 | 2022   |